# گولکویچی
شهر گولکویچی (به روسی: Гулькевичи) در کشور روسیه و در کرای کراسنودار واقع شده‌است.